# Fort Prince George
Pour le fort du même nom situé en Caroline du Sud, voir Fort Prince George (Caroline du Sud) (en).

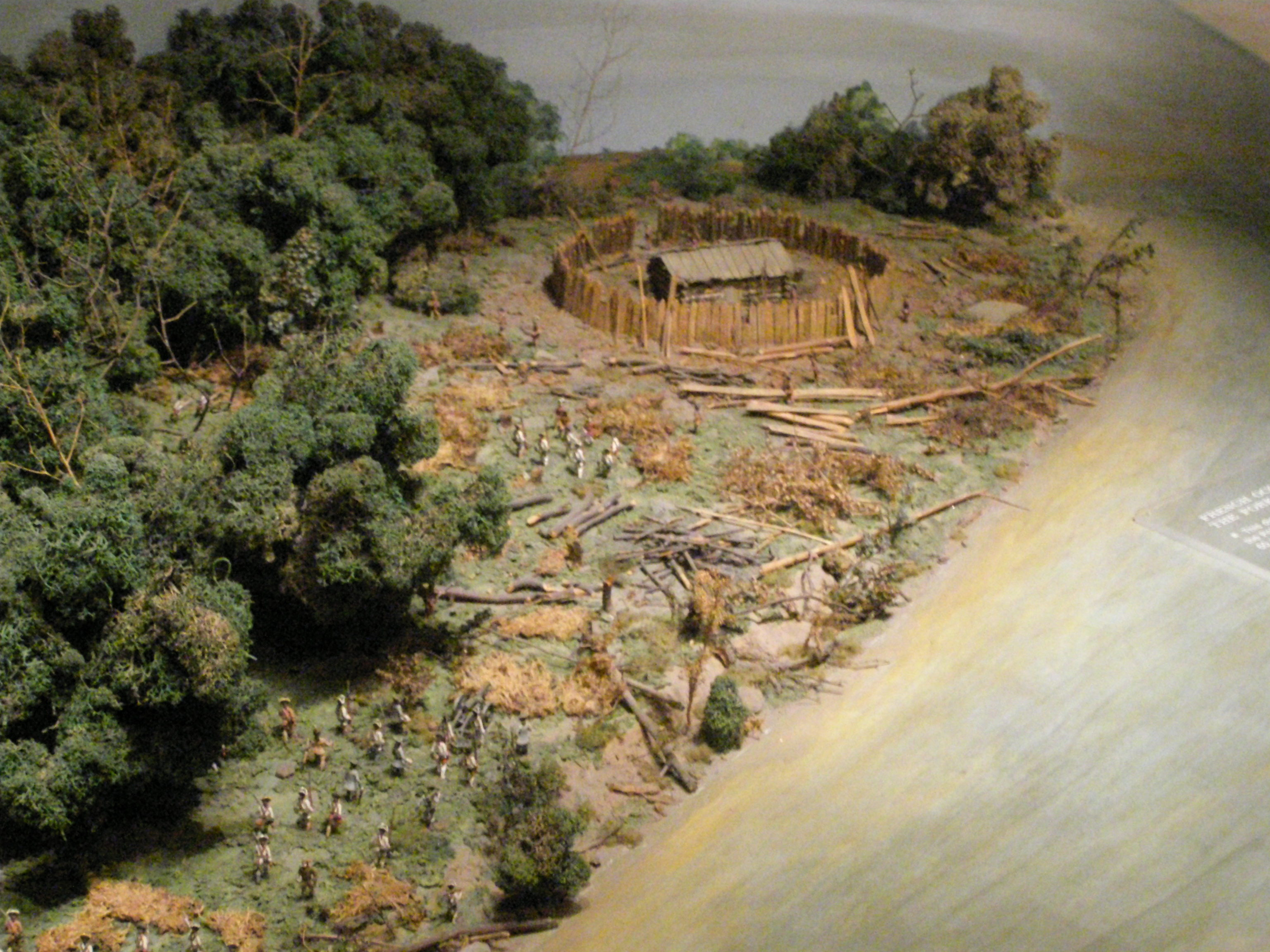
Miniature du fort Prince George avec des troupes françaises qui s'approchent. On peut voir l'enseigne Ward (en rouge) parler au capitaine Mercier, accompagné d'un interprète et de deux joueurs de tambour. Diorama du, Pittsburgh.

Le fort Prince George (parfois appelé fort Trent) est un fort inachevé situé sur le site actuel de Pittsburgh, au confluent des rivières Allegheny et Monongahela, dans le comté d'Allegheny, en Pennsylvanie. Le plan d'occupation des fourches stratégiques est élaboré par le lieutenant-gouverneur de Virginie Robert Dinwiddie, sur les conseils du major George Washington, que Dinwiddie avait envoyé en mission pour avertir les commandants français qu'ils se trouvaient en territoire anglais à la fin de l'année 1753, et qui avait réalisé une évaluation militaire et une carte du site. Le fort est encore en construction lorsqu'il est découvert par les Français, qui envoient des troupes pour s'en emparer. Les Français construisent alors le fort Duquesne sur le site.

Carte de 1754 de George Washington du confluent des rivières Monongahela et Allegheny, montrant l'endroit qu'il considérait comme idéal pour construire un fort. La plantation de Fraser se trouve juste au sud des fourches, sur Turtle Creek.

## Contexte
En 1749, la Couronne britannique accorde à l'Ohio Company une concession de 500 000 acres dans la région de l'Ohio, entre les rivières Monongahela et Kanawha, à condition que la compagnie installe 100 familles dans un délai de sept ans. La Compagnie de l'Ohio est également tenue de construire un fort et de fournir une garnison pour protéger la colonie à ses propres frais. Le traité de Logstown (en) avait pour but d'ouvrir des terres à la colonisation afin que la Compagnie de l'Ohio puisse respecter le délai de sept ans, et d'obtenir l'autorisation explicite de construire un fort:123-144.
Le 29 mai 1751, lors d'une réunion du conseil à Logstown entre George Croghan, Andrew Montour (en) et des représentants des Six Nations, Croghan rapporte la déclaration suivante de l'orateur iroquois Toanahiso :

« Nous attendons de vous, nos frères, que vous construisiez un fortin sur l'Ohio, afin que, si nous devions nous engager dans une guerre, nous ayons un endroit où mettre à l'abri nos femmes et nos enfants… Maintenant, mes frères, nous allons prendre deux mois pour réfléchir et choisir un endroit adapté à ce but, puis nous vous enverrons un message. Nous espérons, mes frères, que dès que vous aurez reçu notre message, vous ordonnerez la construction d'une telle maison. Frères : que vous considériez bien la nécessité de construire un tel lieu de sécurité pour renforcer nos armes, et que cette première demande de ce genre ait un bon effet sur vos esprits:538–39. »

Le gouverneur Hamilton se sert de cette déclaration pour prouver au conseil provincial de Pennsylvanie (en) qu'il doit payer pour la construction d'un fort sur un site choisi par les sachems à Logstown, arguant que si le fort n'est pas construit, les Anglais risquent de perdre non seulement le soutien des Indiens, mais aussi le contrôle du commerce des fourrures dans l'Ohio. Cependant, le Conseil provincial décide de ne pas financer la construction d'un fort, estimant que des transactions équitables et des cadeaux occasionnels permettraient aux Indiens de devenir des alliés:547. Lors du traité de Logstown en juin 1752, Tanaghrisson accepte la construction d'un fort en amont de Logstown, et la Compagnie de l'Ohio en Virginie entreprend la construction d'une route de Will's Creek à la rivière Monongahela, où elle construit un entrepôt à l'embouchure de Redstone Creek:45. Lors d'une réunion à Winchester en Virginie en septembre 1753, les chefs amérindiens expriment leur volonté de coopérer avec les Britanniques et réitèrent leur demande de construction d'un fort sur l'Ohio:364. L'été suivant, la Compagnie de l'Ohio obtient la permission des Six Nations de construire le fort Prince George:54.

### Voyage de Washington
Le gouverneur Dinwiddie décide d'avertir les Français qu'ils occupent des terres revendiquées par les Britanniques. Il charge le major George Washington, âgé de 21 ans, de transmettre le message au commandant français Jacques Legardeur de Saint-Pierre, au Fort Le Boeuf. Washington quitte Williamsburg en Virginie le 31 octobre 1753. En route pour Logstown afin de rencontrer des alliés amérindiens, il s'arrête au confluent des rivières Allegheny et Monongahela, et note : « J'ai passé un certain temps à observer les rivières et les terres de la fourche, qui me semblent extrêmement bien situées pour un fort, car elles ont le contrôle absolu des deux rivières »:44. Washington rencontre le commandant français, qui refuse de reconnaître que les Britanniques ont des droits sur la vallée de l'Ohio. Le 6 janvier 1754, près de Will's Creek, alors que Washington est en route pour Williamsburg, il rencontre « 17 chevaux chargés de matériel et de provisions pour un fort à la Fourche de l'Ohio »:44. Ces fournitures sont destinées au fort Prince George:365,:36.

### Ordres de Trent
Le 26 janvier, le gouverneur Dinwiddie accorde une commission de capitaine dans la milice de Virginie au commerçant de fourrures William Trent (en):44, avec l'ordre de lever cent hommes qui « garderaient la possession des terres de Sa Majesté sur l'Ohio, et de leurs eaux, et de déloger et chasser, et […] de tuer et détruire, ou de faire prisonniers, toutes les personnes, quelles qu'elles soient, qui ne sont pas des sujets du roi de Grande-Bretagne, qui sont maintenant, ou viendront plus tard s'installer, et prendre possession de toutes les terres sur ledit Ohio ». Une seconde lettre informe Trent qu'il doit se rendre sur la rivière Ohio pour participer à la construction d'un fort et le défendre contre toute action française. George Washington reçoit l'ordre de lever cent hommes supplémentaires pour assurer la garnison du fort:366.

## Construction

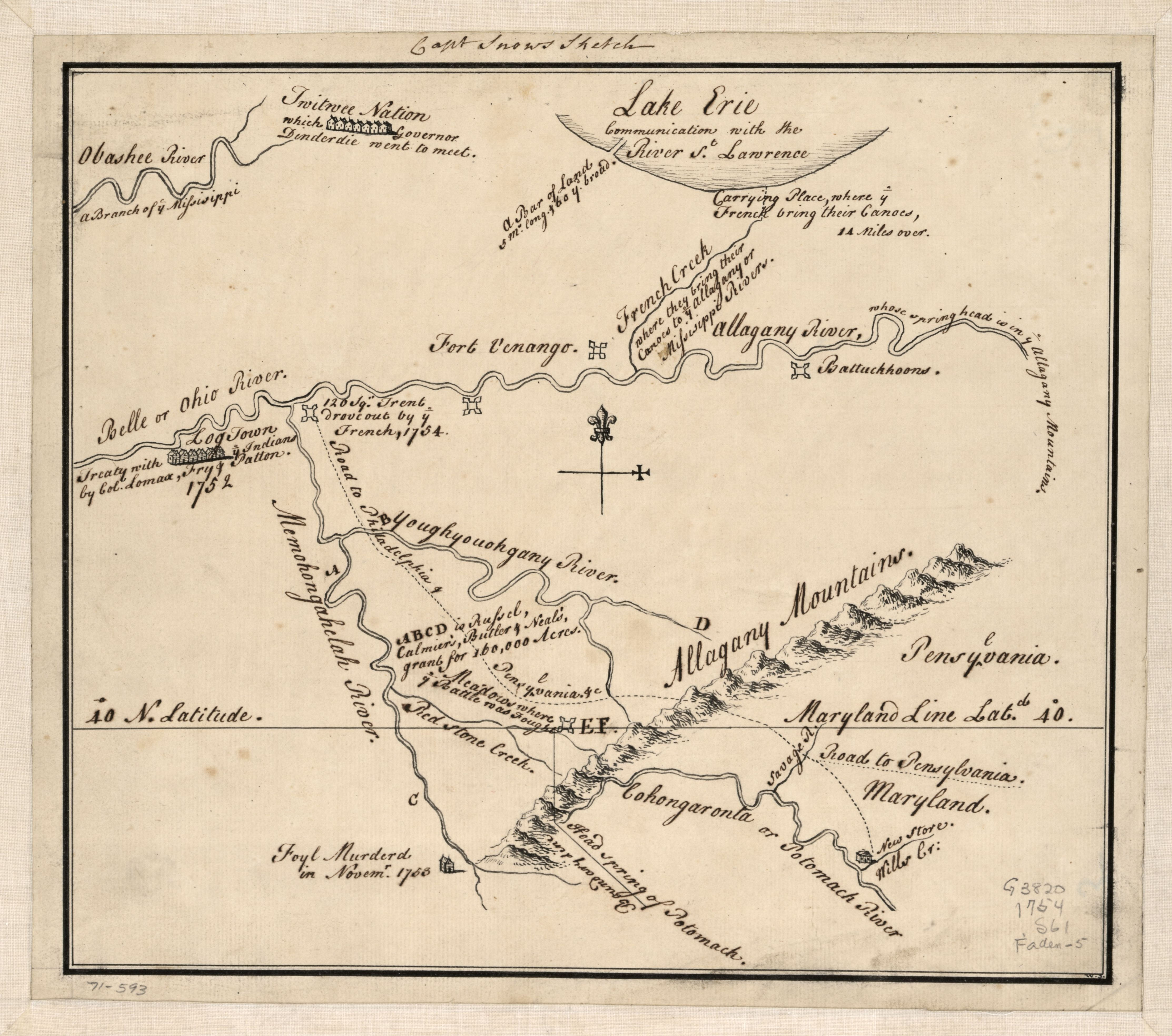
Carte de l'ouest de la Pennsylvanie établie par le capitaine Snow, montrant le site du fort Prince George, avec la mention « Trent chassé par les Français en 1754. »

Selon la déposition de 1756 de l'enseigne Edward Ward, le 17 février, Trent rencontre Christopher Gist et le chef des Sénécas, Tanacharison, et ses partisans, à la Fourche de l'Ohio:54. Après avoir défriché le terrain, Tanaghrisson « pose le premier rondin et dit que le fort appartient aux Anglais & à eux et que quiconque se propose d'en empêcher la construction, eux, les Indiens, leur feront la guerre »:46-47. La construction est lancée par 33 miliciens de Virginie, dont 8 commerçants de fourrures et trappeurs recrutés par Trent avec l'aide de son ami, le commerçant indien John Fraser (en), à qui Trent a donné une commission de lieutenant. Trente accepte à condition d'être autorisé à rester dans sa plantation, où il pratique le commerce des fourrures, et de ne venir au fort qu'une fois par semaine ou en cas de besoin:90. En l'espace de dix jours, ils ont « terminé un magasin, et une grande quantité de bois a été sciée, des planches ont été sciées et des bardeaux ont été fabriqués »:47. Le fort est appelé « fort de Trent », et le nom de fort Prince George (nommé en l'honneur du prince héritier et futur roi George III) n'est attribué au fort qu'en septembre 1754, lorsque le gouverneur Dinwiddie le propose dans une lettre à ses supérieurs londoniens,,.

## Capture
Le 4 mars 1754, un détachement français sous les ordres de Michel Maray de La Chauvignerie découvre le fort en construction. La Chauvignerie fait immédiatement rapport à Claude-Pierre Pécaudy de Contrecœur à Venango:129, l'informant que « les éclaireurs […] ont remarqué [un] poste avancé presque construit, qui doit servir de poudrière, mais à cause de la distance, ils ne pouvaient pas savoir de quelle manière ils construisaient leur fort, puisqu'il n'était encore que délimité »:54 Le gouverneur général Duquesne écrit immédiatement à Contrecœur : « D'après la lettre du sieur La Chauvignerie du 11 mars, il paraît que les Anglais ont l'intention de s'établir à l'embouchure [de la rivière Allegheny], puisqu'il y a déjà un entrepôt qui y est construit. Il faut se hâter, Monsieur, d'interrompre et même de détruire leurs travaux dès le commencement, car leur consolidation nous conduirait à un siège […] qu'il serait sage d'éviter, vu le mauvais état des finances du Roi »:132.
À ce moment-là, seul un entrepôt avait été construit, car les hommes de Trent étaient encore en train de défricher le terrain et de préparer les pieux pour la palissade. Ils subsistent grâce à la farine et au maïs qu'ils ont apportés avec eux, ainsi qu'à la viande que leur ont vendue les Amérindiens de Logstown, mais leurs réserves commencent à s'épuiser. Ils attendaient l'arrivée du lieutenant-colonel Washington et de ses troupes, mais le 17 mars, Trent décide de se rendre à Wills Creek (en) pour se ravitailler, laissant le commandement à l'enseigne Edward Ward, le lieutenant Fraser se trouvant dans sa propre plantation à Turtle Creek (en) pour s'occuper d'affaires personnelles:367.
Le 13 avril, l'enseigne Ward apprend qu'une force militaire française est en train de descendre l'Allegheny et qu'elle arrivera dans les jours suivants:61. Alarmé, il va informer le lieutenant Fraser, mais ils ne peuvent rien faire d'autre que d'abandonner le fort, en violation de leurs ordres. Fraser refuse de retourner au fort, laissant Ward affronter les Français. Ward retourne au chantier et demande à ses hommes d'ériger un mur de palissade autour de l'entrepôt, qu'ils terminent le 16 avril:49. Ward est déterminé à « tenir jusqu'à la dernière extrémité avant que l'on puisse dire que les Anglais ont battu en retraite comme des lâches devant l'apparition des forces françaises », car cela « donnerait aux Indiens une opinion très négative des Anglais pour toujours »:367. Dans sa déposition du 30 juin 1756, l'enseigne Ward rapporte « qu'il n'y avait pas de fort, mais quelques palissades qu'il avait ordonné de couper et d'ériger quatre jours avant que les Français ne descendent »:52.
En avril, une force de plus de 600 hommes sous le commandement du capitaine Contrecœur descendent en pirogues et en bateaux la rivière Allegheny depuis Venango, débarquant à Shannopin's Town (en):135,. Le 18 avril, le commandant français envoie le capitaine François Le Mercier, deux tambours et un interprète pour présenter à l'enseigne Ward une déclaration indiquant que l'armée française a l'intention d'assiéger le fort, et ordonne à Ward de « se retirer pacifiquement avec ses troupes » et de « ne pas revenir ». Ward et ses hommes ont une heure pour partir. Ward, sur les conseils de Tanacharison, qui est présent, demande aux Français d'attendre le retour du commandant, le capitaine Trent, mais Contrecœur refuse. Ward demande alors si les Britanniques peuvent attendre le lendemain pour partir, ce que Contrecœur accepte. Il invite alors Ward à dîner avec lui, ce que ce dernier accepte. Lors du dîner, Ward refuse poliment de discuter de questions militaires ou politiques et décline l'offre de Contrecœur d'acheter les outils de menuiserie de Ward:68.
Selon Ward, « les Français sont entrés, mais se sont comportés avec beaucoup de civilité [et] ont dit qu'il risquaient de devoir rendre le fort à nouveau dans un avenir proche et qu'ils devaient donc nous donner le bon exemple. Cependant, ils se mirent immédiatement au travail pour enlever certains rondins car ils se plaignaient que le fort n'était pas à leur goût, et à l'aube du lendemain matin, 50 hommes partirent avec des haches pour tailler des rondins afin de l'agrandir ». Tanacharison « s'est emporté contre les Français et leur a dit que c'était lui qui avait commandé ce fort et qu'il en avait posé le premier rondin lui-même, mais les Français ne firent aucun cas de ce qu'il disait »:50. Les Britanniques se retirent et les Français détruisent partiellement le fort pour construire le leur:51-52.

## Conséquences
Les hommes du capitaine Trent se dirigent vers le camp de Washington à Wills Creek:91. Il s'agit principalement de commerçants indiens et d'employés de Trent, mais ils se considèrent toujours comme des miliciens et ne sont donc pas sous le commandement de Washington. Ce dernier leur ordonne d'attendre les instructions du gouverneur, mais les hommes n'en tiennent pas compte et se dissolvent:51.
Tanacharison écrit immédiatement à Washington, déclarant qu'il est « prêt à les combattre comme vous l'êtes vous-mêmes […] si vous ne nous venez pas bientôt en aide, tout est fini pour nous, et je pense que nous ne pourrons plus jamais nous rencontrer ». Washington considère la prise du fort de Trent comme un acte de guerre et se prépare à avancer, écrivant le 20 avril au gouverneur Dinwiddie pour lui demander de l'artillerie. Comptant sur Tanacharison pour le soutenir avec des guerriers amérindiens, il se prépare à attaquer les troupes françaises dans ce qui deviendra la première bataille de la guerre de la Conquête, la bataille de Jumonville Glen:369.
Le 1er mai, le gouverneur Dinwiddie, ignorant que le fort avait été capturé, écrit au gouverneur Horatio Sharpe (en) du Maryland que « le plan du fort n'est pas encore dessiné, car le terrain n'est pas décidé à laisser un pouvoir discrétionnaire à l'ingénieur ». Lorsque l'enseigne Ward revient de Williamsburg, il apporte des lettres datées du 4 mai, dans lesquelles il exprime sa colère contre Trent et Fraser au colonel Joshua Fry (en) : « On m'informe que le capitaine Trent et son lieutenant Fraser se sont longtemps absentés de leur poste […]. J'exige et j'espère que vous examinerez leur conduite et leur comportement devant une cour martiale, et que vous prononcerez une sentence en conséquence »,:51. Le lieutenant Fraser faillit passer en cour martiale à Williamsburg pour désertion, mais il est libéré après que Washington rappelle au gouverneur Dinwiddie que Fraser avait accepté sa commission de lieutenant avec des réserves. Il est ensuite chef des éclaireurs dans l'armée du général Edward Braddock, adjudant des forces de Virginie et capitaine des éclaireurs dans l'armée du brigadier-général John Forbes:92.
Les Français érigent le fort Duquesne après s'être emparés du fort Prince George et conservent le contrôle du trafic sur l'Ohio jusqu'en novembre 1758. Cela a un impact dévastateur sur le commerce britannique avec les Amérindiens dans la vallée de l'Ohio, ce qui conduit beaucoup d'entre eux à se ranger du côté des Français au début de la guerre de la Conquête:4.
Le fort Prince George est le premier des cinq forts construits pour contrôler les « fourches de l'Ohio », stratégiques. Après la prise de Fort Duquesne lors de l'expédition Forbes (en) en 1758, les Britanniques construisent fort Pitt. Le fort de Mercer (en) est un fort britannique temporaire construit pour se défendre contre une contre-attaque française pendant la construction de fort Pitt. Le dernier fort de ce qui est aujourd'hui le centre-ville de Pittsburgh est un poste américain appelé fort Lafayette (en), construit en 1792 et situé plus en amont de l'Allegheny.

## Mémoire
Un marqueur historique commémorant le fort Prince George est placé à Point State Park (en), au centre-ville de Pittsburgh, le 8 mai 1959,. Un diorama représentant la reddition du fort aux Français est exposé au musée de Fort Pitt (en) à Pittsburgh.